# 竹内康博
竹内 康博（たけうち やすひろ、1969年3月8日 - ）は、日本のスタントマン、俳優、スーツアクター。愛知県出身。ジャパンアクションエンタープライズ（JAE）所属。
主に、スーパー戦隊シリーズのスーツアクターとして活躍している。妻は『特救指令ソルブレイン』でソルジャンヌのスーツアクトレスを担当した高橋恵美子。身長170センチメートル。

## 人物
趣味は音楽鑑賞、特技は体操。
JAC（現：JAE）第16期生。同期には高岩成二や今井靖彦、横山一敏などがいる。
『光戦隊マスクマン』より特撮の現場に参加。『超獣戦隊ライブマン』での戦闘員役を経て、『高速戦隊ターボレンジャー』からは怪人役を担当。『特捜エクシードラフト』のドラフトキース役（アクション用）でヒーローをレギュラーで担当する。『超力戦隊オーレンジャー』のオーブルー役以降は、スーパー戦隊シリーズでレギュラーを務めている。『天装戦隊ゴセイジャー』のゴセイレッド役で初めて戦隊レッド役を担当。
体操の経験があったことから、トリッキーなアクションを得意とする。竹内自身は、アクション監督が自身の適正を見て決めると自然にそうなったと述べている。
スーパー戦隊シリーズではグリーン役を多く担当しているが、配色自体は、レッド・ブルー・イエロー・ブラックなど幅広く経験している。また、動物的なキャラクターも得意としており、『獣拳戦隊ゲキレンジャー』でゲキレッドを演じた福沢博文は竹内にレッドをやってもらいたかったと述べている。
筋肉質な体型をしており、竹内が担当するキャラクターの変身前を演じる俳優が同じスーツを着用する際はジャージ3-4枚を重ね着しなければならない。
『星獣戦隊ギンガマン』でギンガグリーンを担当していたときは、変身前のハヤテを演じた末吉宏司のスタントも担当していたため髪の毛を伸ばしていた。
スーパー戦隊シリーズで監督を務めた辻野正人は、山中のロケからの帰りに皆がロケバスに乗っている中、竹内だけが走って撮影所まで帰ってきたことがあると証言している。

## 出演

### テレビドラマ
- 風の刑事・東京発!（1995年、テレビ朝日）
- 武蔵 MUSASHI 最終話（2003年、NHK） - 火だるまになる町人
- 義経（2005年、NHK） - 騎馬武者
- 特命係長 只野仁 4thシーズン（2009年、テレビ朝日）
- 土曜ワイド劇場 女警察署長（2009年、テレビ朝日）

### 特撮テレビドラマ
- スーパー戦隊シリーズ（テレビ朝日 / 東映）
  - 光戦隊マスクマン（1987年 - 1988年） - 補助[7]
  - 超獣戦隊ライブマン（1988年 - 1989年） - ブラックバイソン、兵士ジンマー[7][9]
  - 高速戦隊ターボレンジャー（1989年 - 1990年） - かっとび暴魔ズルテン（後期）[7][9]、暴魔獣（オニボーマ 他）[7][9]
  - 地球戦隊ファイブマン（1990年 - 1991年） - ファイブブラック、銀河商人ドンゴロス（後期）[7]、怪人[7]、バツラー兵[7][14]
  - 鳥人戦隊ジェットマン（1991年 - 1992年） - テトラボーイ[9]、ジェットガルーダ[9]、グリナム兵[15]
  - 恐竜戦隊ジュウレンジャー（1992年 - 1993年） - ドラゴンレンジャー（代役）[16][7][9][注釈 2]
  - 五星戦隊ダイレンジャー（1993年 - 1994年） - シシレンジャー、ゴーマ怪人[7][注釈 2]
  - 超力戦隊オーレンジャー（1995年 - 1996年） - オーブルー[17][2][7][9]、バッカスフンド[7]、ロボ[7]
  - 激走戦隊カーレンジャー（1996年 - 1997年） - ブルーレーサー[18][7][9]、宇宙ゴロツキ[7]
  - 電磁戦隊メガレンジャー（1997年 - 1998年） - ユガンデ[19][7][9]
  - 星獣戦隊ギンガマン（1998年 - 1999年） - ギンガグリーン[20][2][7][9]、ギガライノス[21]
  - 救急戦隊ゴーゴーファイブ（1999年 - 2000年） - ゴーグリーン[7][9]
  - 未来戦隊タイムレンジャー（2000年 - 2001年） - タイムブルー[22][7]
  - 百獣戦隊ガオレンジャー（2001年 - 2002年） - ガオイエロー[23][7][9]、航空自衛隊教官
  - 忍風戦隊ハリケンジャー（2002年 - 2003年） - ハリケンイエロー[24][7][9]、偽ハリケンイエロー[25]、サタラクラ[26]
  - 爆竜戦隊アバレンジャー（2003年 - 2004年） - アバレブルー、バーミア兵[27]、らんるが通うダンス教室の竹内先生（第15話・第16話）[9]
  - 特捜戦隊デカレンジャー（2004年 - 2005年） - デカブルー（Episode.50）[28]、ドラグ星人ガニメデ[29]
  - 魔法戦隊マジレンジャー（2005年 - 2006年） - スモーキー[30]、冥府神ダゴン[31]、冥獣ミミック[32]
  - 轟轟戦隊ボウケンジャー（2006年 - 2007年） - ボウケンブルー[33][7]
  - 獣拳戦隊ゲキレンジャー（2007年 - 2008年） - ゲキブルー[34][7]、ロン獣人態[34]、シャッキー・チェン[35]、狼男[36]
  - 炎神戦隊ゴーオンジャー（2008年 - 2009年） - ゴーオングリーン[37][2][7][9]
  - 侍戦隊シンケンジャー（2009年 - 2010年） - シンケングリーン[38][2][7][9]
  - 天装戦隊ゴセイジャー（2010年 - 2011年） - ゴセイレッド[39][2][7][9]、コーチ
  - 海賊戦隊ゴーカイジャー（2011年 - 2012年） - ゴーカイグリーン[40][2][7][9]、ハリケンイエロー（第25話・第26話）[2]、ゴーミン（第30話[41]・第33話[42]）
  - 特命戦隊ゴーバスターズ（2012年 - 2013年） - ブルーバスター[43][7]、岩崎リュウジ（吹き替え）[44]
  - 獣電戦隊キョウリュウジャー（2013年 - 2014年） - キョウリュウブラック[10][7]、キョウリュウグレー[45]
  - 烈車戦隊トッキュウジャー（2014年 - 2015年） - トッキュウ4号[46][3][9]
  - 手裏剣戦隊ニンニンジャー（2015年 - 2016年） - キニンジャー[47][4][48]、アカニンジャー（第1話冒頭）[49]
  - 動物戦隊ジュウオウジャー（2016年 - 2017年） - ジュウオウライオン[50][5][9] / レオ（ジューマン態）[51][5][9][48]
  - 宇宙戦隊キュウレンジャー（2017年 - 2018年） - ガル[48] / オオカミブルー[52][9][6]
  - 快盗戦隊ルパンレンジャーVS警察戦隊パトレンジャー（2018年 - 2019年） - ルパンブルー[53][48][54]
  - 騎士竜戦隊リュウソウジャー（2019年 - 2020年） - リュウソウブラック[55]、ドルン兵（第10話）[56]、バンバ（吹き替え / 第44話）[57]
  - 魔進戦隊キラメイジャー（2020年 - 2021年） - キラメイブルー[58]、押切時雨 / キラメイブルー（偽者 / エピソード29）[59]、ベチャット（エピソード38）[59]
  - 機界戦隊ゼンカイジャー（2021年 - 2022年） - ジュラン / ゼンカイジュラン[60][61]
  - 暴太郎戦隊ドンブラザーズ（2022年 - 2023年） - サルブラザー[62][63] / サルブラザーロボタロウ[64][63]、ドンドラゴクウ（サルブラザー）[65]、サルブラザー（先代）[66]
  - 王様戦隊キングオージャー（2023年 - 2024年）
  - 爆上戦隊ブンブンジャー（2024年 - 2025年） - レイゾウコグルマー（14）[67]、アコギグルマー[68]、ワイヤーリガー[注釈 3]
  - ナンバーワン戦隊ゴジュウジャー（2025年 - ） - ドンモモタロウ[69]、バルイーグル[70]、Mr.シャイニングナイフ&Mrs.スイートケーク（8）
- 仮面ライダーシリーズ （テレビ朝日 / 東映）
  - 仮面ライダーBLACK（1987年 - 1988年）[71]
  - 仮面ライダーBLACK RX（1988年 - 1989年） - 戦闘員チャップ[9]、ガイナジャグラム[72]、スカイライダー[73]
  - 仮面ライダー剣（2004年 - 2005年）
  - 仮面ライダー響鬼（2005年 - 2006年）
  - 仮面ライダーカブト（2006年 - 2007年）
  - 仮面ライダー電王（2007年 - 2008年）
  - 仮面ライダーキバ（2008年 - 2009年）
  - 仮面ライダーディケイド（2009年） - シンケングリーン[38]
  - 仮面ライダーW（2009年 - 2010年）
  - 仮面ライダーウィザード（2012年 - 2013年）
  - 仮面ライダー鎧武/ガイム（2013年 - 2014年） - 仮面ライダー鎧武（乗馬 / 第1話、オープニング）[74]
  - 仮面ライダードライブ（2014年 - 2015年）
  - 仮面ライダーゴースト（2015年 - 2016年）
  - 仮面ライダーエグゼイド（2016年 - 2017年）
  - 仮面ライダージオウ（2018年 - 2019年）
  - 仮面ライダーゼロワン（2019年 - 2020年）
  - 仮面ライダーセイバー（2020年 - 2021年）
  - 仮面ライダーリバイス（2021年 - 2022年）
  - 仮面ライダーギーツ（2022年 - 2023年）
  - 仮面ライダーガッチャード（2023年 - 2024年） - アサヒG[75]、サンシャインマスク[75]
  - 仮面ライダーガヴ（2024年 - ）
- メタルヒーローシリーズ （テレビ朝日、東映）
  - 世界忍者戦ジライヤ（1988年 - 1989年） - 爆忍ロケットマン[7][9]、聖忍アラムーサ[76][7][9]、化忍パルチス[77]
  - 特警ウインスペクター（1990年 - 1991年）
  - 特救指令ソルブレイン（1991年 - 1992年）
  - 特捜エクシードラフト（1992年 - 1993年） - ドラフトキース（アクション用）[7][9]、柴田の手下（第37話）
  - 特捜ロボ ジャンパーソン（1993年 - 1994年） - ジャンパーソン（アクション用）[78]
  - ブルースワット（1994年 - 1995年） - シグ[7]、レジスタンス

#### テレビスペシャル
- 仮面ライダー龍騎スペシャル 13RIDERS（2002年）
- 烈車戦隊トッキュウジャーVS仮面ライダー鎧武 春休み合体スペシャル（2014年）
- 手裏剣戦隊ニンニンジャーVS仮面ライダードライブ 春休み合体1時間スペシャル（2015年）
- 4週連続スペシャル スーパー戦隊最強バトル!!（2019年）

### 映画
- 3-4×10月（1990年） - 暴走族
- 特捜ロボジャンパーソン （1993年） - ブランボット
- 人造人間ハカイダー（1995年） - 重武装兵隊員
- 梟の城（1999年）
- 陰陽師2（2003年）
- CASSHERN（2004年） - ブライキング・ボス（唐沢寿明）吹き替え
- ゴジラ FINAL WARS（2004年） - 新轟天号乗組員
- 特命係長 只野仁 最後の劇場版（2008年）
- 海賊戦隊ゴーカイジャーVS宇宙刑事ギャバン THE MOVIE（2012年） - ゴーカイグリーン[79][48]
- イン・ザ・ヒーロー（2014年） - スタント / 忍者
- セイバー+ゼンカイジャー スーパーヒーロー戦記（2021年） - ジュラン[80]
- 仮面ライダーシリーズ
  - 劇場版 仮面ライダー剣 MISSING ACE（2004年）[81][注釈 2]
  - 劇場版 仮面ライダー響鬼と7人の戦鬼（2005年）
  - 劇場版 仮面ライダーキバ 魔界城の王（2008年）
  - 劇場版 さらば仮面ライダー電王 ファイナル・カウントダウン（2008年）
  - 劇場版 仮面ライダーディケイド オールライダー対大ショッカー（2009年）
  - 仮面ライダー×仮面ライダー W&ディケイド MOVIE大戦2010（2009年）
  - オーズ・電王・オールライダー レッツゴー仮面ライダー（2011年） - 仮面ライダー[82]
  - 仮面ライダーフォーゼ THE MOVIE みんなで宇宙キターッ!（2012年）
  - 仮面ライダー×仮面ライダー ウィザード&フォーゼ MOVIE大戦アルティメイタム（2012年）
  - 劇場版 仮面ライダー鎧武 サッカー大決戦!黄金の果実争奪杯!（2014年） - 仮面ライダー黒影[83]、風連部隊[48]
  - 平成仮面ライダー20作記念 仮面ライダー平成ジェネレーションズ FOREVER（2018年）
  - 劇場版 仮面ライダージオウ Over Quartzer（2019年）[84]
  - 仮面ライダー 令和 ザ・ファースト・ジェネレーション（2019年）[85]
  - 映画 仮面ライダーギーツ 4人のエースと黒狐（2023年）
  - 仮面ライダーガッチャード ザ・フューチャー・デイブレイク（2024年）
- スーパー戦隊シリーズ
  - 劇場版 超力戦隊オーレンジャー（1995年）
  - 劇場版 百獣戦隊ガオレンジャー 火の山、吼える（2001年） - ガオイエロー[86]
  - 忍風戦隊ハリケンジャー シュシュッと THE MOVIE（2002年） - ハリケンイエロー[87]
  - 特捜戦隊デカレンジャー THE MOVIE フルブラスト・アクション（2004年）
  - 魔法戦隊マジレンジャー THE MOVIE インフェルシアの花嫁（2005年） - スモーキー[88]、グルーム・ド・ブライドン[89]
  - 轟轟戦隊ボウケンジャー THE MOVIE 最強のプレシャス（2006年） - ボウケンブルー[90]
  - 電影版 獣拳戦隊ゲキレンジャー ネイネイ!ホウホウ!香港大決戦（2007年） - ゲキブルー[91]
  - 炎神戦隊ゴーオンジャー BUNBUN!BANBAN!劇場BANG!!（2008年） - ゴーオングリーン[48]
  - 劇場版 炎神戦隊ゴーオンジャーVSゲキレンジャー（2009年）
  - 侍戦隊シンケンジャー 銀幕版 天下分け目の戦（2009年） - シンケングリーン[92][48]
  - 侍戦隊シンケンジャーVSゴーオンジャー 銀幕BANG!!（2010年） - シンケングリーン[93]
  - 天装戦隊ゴセイジャー エピックON THEムービー（2010年） - ゴセイレッド[48]
  - 天装戦隊ゴセイジャーVSシンケンジャー エピックon銀幕（2011年） - ゴセイレッド[94]、シンケングリーン[94]、シンケンゴールド[94]
  - ゴーカイジャー ゴセイジャー スーパー戦隊199ヒーロー大決戦（2011年） - ゴーカイグリーン[95]、ゴセイレッド[96][48]、シンケングリーン[97]
  - 海賊戦隊ゴーカイジャー THE MOVIE 空飛ぶ幽霊船（2011年） - ゴーカイグリーン[98]
  - 特命戦隊ゴーバスターズ THE MOVIE 東京エネタワーを守れ!（2012年） - ブルーバスター
  - 特命戦隊ゴーバスターズVS海賊戦隊ゴーカイジャー THE MOVIE（2013年）
  - 劇場版 獣電戦隊キョウリュウジャー ガブリンチョ・オブ・ミュージック（2013年） - キョウリュウブラック[48]
  - 獣電戦隊キョウリュウジャーVSゴーバスターズ 恐竜大決戦! さらば永遠の友よ（2014年） - トッキュウ4号[3]
  - 烈車戦隊トッキュウジャー THE MOVIE ギャラクシーラインSOS（2014年） - トッキュウ4号[99][48]
  - 烈車戦隊トッキュウジャーVSキョウリュウジャー THE MOVIE（2015年）
  - 手裏剣戦隊ニンニンジャー THE MOVIE 恐竜殿さまアッパレ忍法帖!（2015年） - キニンジャー[48]
  - 手裏剣戦隊ニンニンジャーVSトッキュウジャー THE MOVIE 忍者・イン・ワンダーランド（2016年） - トッキュウ4号[100]
  - 劇場版 動物戦隊ジュウオウジャー ドキドキサーカスパニック!（2016年） - 獣人レオ[48] / ジュウオウライオン[48]
  - 劇場版 動物戦隊ジュウオウジャーVSニンニンジャー 未来からのメッセージ from スーパー戦隊 （2017年）
  - 宇宙戦隊キュウレンジャー THE MOVIE ゲース・インダベーの逆襲（2017年） - ガル[48] / オオカミブルー[48]
  - 快盗戦隊ルパンレンジャーVS警察戦隊パトレンジャー en film（2018年） - ルパンブルー[54]
  - 騎士竜戦隊リュウソウジャー THE MOVIE タイムスリップ!恐竜パニック!!（2019年）[84]
  - 劇場版 騎士竜戦隊リュウソウジャーVSルパンレンジャーVSパトレンジャー（2020年） - リュウソウブラック[48]、ポーダマン[101]
  - 魔進戦隊キラメイジャー エピソードZERO（2020年）[102] - キラメイブルー[103]
  - 魔進戦隊キラメイジャー THE MOVIE ビー・バップ・ドリーム（2021年） - キラメイブルー[104]
  - 機界戦隊ゼンカイジャー THE MOVIE 赤い戦い! オール戦隊大集会!!（2021年）[105] - ジュラン[106][61]
  - 暴太郎戦隊ドンブラザーズ THE MOVIE 新・初恋ヒーロー（2022年） - サルブラザー[107]
  - 爆上戦隊ブンブンジャー 劇場BOON! プロミス・ザ・サーキット（2024年）
  - ナンバーワン戦隊ゴジュウジャー 復活のテガソード（2025年） - デカレッド[108]
- スーパーヒーロー大戦シリーズ
  - 仮面ライダー×スーパー戦隊 スーパーヒーロー大戦（2012年） - ブルーバスター[109]
  - 仮面ライダー×スーパー戦隊×宇宙刑事 スーパーヒーロー大戦Z（2013年） - キョウリュウブラック[109]、ブルーバスター[109]
  - 平成ライダー対昭和ライダー 仮面ライダー大戦 feat.スーパー戦隊（2014年）
  - スーパーヒーロー大戦GP 仮面ライダー3号（2015年）
  - 仮面ライダー×スーパー戦隊 超スーパーヒーロー大戦（2017年）

### Vシネマ
- 仮面ライダーシリーズ
  - 真・仮面ライダー 序章（1992年） - CIA兵士
  - 仮面ライダーW RETURNS 仮面ライダーアクセル（2011年）[2]
  - ビルド NEW WORLD 仮面ライダーグリス（2019年）
  - 仮面ライダーギーツ ジャマト・アウェイキング（2024年）
  - 仮面ライダーガッチャード GRADUATIONS（2025年）
- スーパー戦隊シリーズ
  - 超力戦隊オーレンジャー オーレVSカクレンジャー（1996年）
  - 激走戦隊カーレンジャーVSオーレンジャー（1997年）
  - 電磁戦隊メガレンジャーVSカーレンジャー（1998年）
  - 星獣戦隊ギンガマンVSメガレンジャー（1999年）
  - 救急戦隊ゴーゴーファイブ 激突!新たなる超戦士（1999年）
  - 救急戦隊ゴーゴーファイブVSギンガマン（2000年）
  - 未来戦隊タイムレンジャーVSゴーゴーファイブ（2001年）
  - 百獣戦隊ガオレンジャーVSスーパー戦隊（2001年）
  - 忍風戦隊ハリケンジャーVSガオレンジャー（2003年）
  - 爆竜戦隊アバレンジャーVSハリケンジャー（2004年）
  - 爆竜戦隊アバレンジャー スーパービデオ オール爆竜爆笑バトル（2003年） - マックスリュウオー
  - 魔法戦隊マジレンジャー スペシャルDVD 大公開!黄金グリップフォンの超魔法〜ゴル・ゴール・ゴー・ゴー〜（2005年）
  - 魔法戦隊マジレンジャーVSデカレンジャー（2006年）
  - 轟轟戦隊ボウケンジャーVSスーパー戦隊（2007年）
  - 獣拳戦隊ゲキレンジャー スペシャルDVD ギュンギュン!拳聖大運動会（2007年）
  - 獣拳戦隊ゲキレンジャーVSボウケンジャー（2008年）
  - 帰ってきた侍戦隊シンケンジャー 特別幕（2010年） - シンケングリーン[38]
  - 帰ってきた天装戦隊ゴセイジャー last epic（2011年） - ゴセイレッド[110]
  - 帰ってきた特命戦隊ゴーバスターズVS動物戦隊ゴーバスターズ（2013年）
  - 獣電戦隊キョウリュウジャー でたァ〜ッ! まなつのアームド・オンまつり!!（2013年）
  - 帰ってきた獣電戦隊キョウリュウジャー 100 YEARS AFTER（2014年） - キョウリュウシルバー[111]
  - 行って帰ってきた烈車戦隊トッキュウジャー 夢の超トッキュウ7号（2015年）
  - 特捜戦隊デカレンジャー 10 YEARS AFTER（2015年） - デカグリーン[112]
  - 帰ってきた手裏剣戦隊ニンニンジャー ニンニンガールズVSボーイズ FINAL WARS（2016年） - キニンジャー[48]
  - 動物戦隊ジュウオウジャー スーパー動物大戦（2016年）
  - 帰ってきた動物戦隊ジュウオウジャー お命頂戴!地球王者決定戦（2017年）
  - てれびくん超バトルDVD 快盗戦隊ルパンレンジャーVS警察戦隊パトレンジャー 〜GIRLFRIENDS ARMY〜（2018年）
  - 炎神戦隊ゴーオンジャー 10 YEARS GRANDPRIX（2018年）
  - ルパンレンジャーVSパトレンジャーVSキュウレンジャー（2019年） - ルパンブルー[113]、パトレン2号（透真）[54]、ガル[114][113]
  - テン・ゴーカイジャー（2022年） - ゴーカイグリーン[115]
  - 機界戦隊ゼンカイジャーVSキラメイジャーVSセンパイジャー（2022年） - ジュラン[61]
  - 暴太郎戦隊ドンブラザーズVSゼンカイジャー（2023年） - サルブラザー[116]
  - 王様戦隊キングオージャーVSドンブラザーズ（2024年）
  - 王様戦隊キングオージャーVSキョウリュウジャー（2024年） - キョウリュウブラック[117]
  - 爆上戦隊ブンブンジャーVSキングオージャー（2025年）

### ネットムービー
- 炎神戦隊ゴーオンジャー BONBON！BONBON！ネットでBONG!!（2008年）
- ネット版 仮面ライダー×スーパー戦隊 スーパーヒーロー大変 〜犯人はダレだ?!〜（2012年） - ブルーバスター
- JAEオリジナル ショートムービー「華麗なる追跡3 -奪還-」（2017年） - 配下2
- from Episode of スティンガー 宇宙戦隊キュウレンジャー ハイスクールウォーズ（2017年）
- 快盗戦隊ルパンレンジャー＋警察戦隊パトレンジャー 〜究極の変合体！〜（2018年）
- 警察戦隊パトレンジャー Feat. 快盗戦隊ルパンレンジャー ～もう一人のパトレン2号～（2018年）
- ツーカイザー×ゴーカイジャー ～ジューンブライドはたぬき味～（2022年） - タヌキSP[118]
- 爆竜戦隊アバレンジャーwithドンブラザーズ（2023年） - サルブラザー
- ギーツエクストラ 仮面ライダータイクーンmeets仮面ライダーシノビ（2023年）
- 暴太郎戦隊ドンブラザーズVS暴太郎戦隊ドンブリーズ（2023年）
- ギーツエクストラ 仮面ライダーゲイザー（2024年） - 剣豪 役
- 冥黒の黙示録 ラケシス（2025年）

### 舞台
- 後楽園遊園地「スーパーヒーローショー」（1987年） - バイオハンターシルバ[7]
- 後楽園遊園地「地球戦隊ファイブマンショー」（1990年） - ファイブブラック（後期）[9]
- 後楽園遊園地「鳥人戦隊ジェットマンショー」（1991年） - イエローオウル[7][9]
- 新歌舞伎座 (大阪)「新歌舞伎座 スーパーヒーローフェスティバル'95」（1995年） - オーブルー（公演期間中の数日のみの特別出演）
- JAC presents「GEKITOTSU -幕末異聞- 服部半蔵VS坂本龍馬」（1997年） - 中村半次郎
- JAE presents「忍伝 -ツルギ-」（2001年）
- Shocking SHOCK（2004年）
- 劇団☆新感線「髑髏城の七人 -アカドクロ-」（2004年） - 関東髑髏党・鉄機兵 他
- 劇団☆新感線「髑髏城の七人 -アオドクロ-」（2004年） - 関東髑髏党・鉄機兵 他
- JAE Presents「白鎧亜 -HAKUGAIA-」（2010年） - 日替わり出演「天と地」および、トーク

### バラエティ
- 日曜もアメトーーク! 「スーパー戦隊芸人」（2017年7月30日、テレビ朝日）

### CM
- サントリー「膳」（2001年） - 真田広之の吹き替え[7]
- デジタルいちばんSBS（2005年） - 侍

### イベント
- JAE NAKED LIVE「がんばろう 日本！」（2011年）
- パワーレンジャーイベント（2014年）
- JAE "春"プレミアムイベント ～Jump Up!～（2016年）